# شمالشتده
شمالشتده (به آلمانی: Schmalstede) یک شهر در آلمان است که در رندسبورگ-اکرنفورده واقع شده‌است. شمالشتده ۲۷۶ نفر جمعیت دارد.